# Европско првенство у атлетици за млађе сениоре 2011 — 100 метара за мушкарце
Такмичење у трчању на 100 метара у мушкој конкуренцији на 8. Европском првенству у атлетици за млађе сениоре 2011. у Острави одржано је 14. и 15. јула 2011. на Градском стадиону.
Титулу освојену у Каунасу 2009, није бранио Хари Ејкинс-Аритеј из Уједињеног Краљевства јер је прешао у сениоре.

## Земље учеснице
Учествовало је 20 такмичара из 13 земаља.
1. Италија (3)
2. Летонија (1)
3. Мађарска (1)
4. Пољска (1)
5. Србија (1)
6. Турска (1)
7. Уједињено Краљевство (2)
8. Украјина (1)
9. Француска (3)
10. Чешка (1)
11. Швајцарска (1)
12. Шведска (2)
13. Шпанија (2)

## Освајачи медаља
|                                    |                       |                                        |
| Џејмс Алака · Уједињено Краљевство | Микаел Туми · Италија | Ендру Робертсон · Уједињено Краљевство |

## Квалификациона норма
Квалификациону норму требало је да такмичари остваре у периоду од 1. јануара 2010. до 4. јула 2011. године.
| Норма |
| ----- |
| 10,55 |

## Сатница
| Датум   | Време |               |
| ------- | ----- | ------------- |
| 14. јул | 17:40 | Квалификације |
| 15. јул | 16:25 | Финале        |

## Рекорди
| Рекорди пре почетка Европског првенства 2011. | Рекорди пре почетка Европског првенства 2011. | Рекорди пре почетка Европског првенства 2011. | Рекорди пре почетка Европског првенства 2011. | Рекорди пре почетка Европског првенства 2011. | Рекорди пре почетка Европског првенства 2011. |
| Рекорди                                       | Атлетичар                                     | Земља                                         | Време                                         | Место                                         | Датум                                         |
| --------------------------------------------- | --------------------------------------------- | --------------------------------------------- | --------------------------------------------- | --------------------------------------------- | --------------------------------------------- |
| Европски рекорд У-23                          | Кристоф Леметр                                | Француска                                     | 9,95                                          | Стокхолм, Шведска                             | 18. јун 2011.                                 |
| Европски рекорд У-23                          | Кристоф Леметр                                | Француска                                     | 9,95                                          | Лозана, Швајцарска                            | 30. јун 2011.                                 |
| Рекорди европских првенстава У-23             | Симеон Вилијамсон                             | Велика Британија                              | 10,10                                         | Дебрецин, Мађарска                            | 13. јул 2007.                                 |

## Резултати

### Квалификације
Квалификације су одржане 14. јула 2011. године. Такмичари су били подељени у 3 групе. У финале су се пласирала прва 2 из сваке групе (КВ) и 2 на основу резултата (кв).,
Старт: група 1 у 17:40, група 2 у 17:47, група 3 у 17:54.
| Место | Групе | Стаза | Атлетичар          | Земља                | ЛР | ЛРС | Резултат | Белешка |
| ----- | ----- | ----- | ------------------ | -------------------- | -- | --- | -------- | ------- |
| 1.    | 2     | 6     | Микаел Туми        | Италија              |    |     | 10,48    | КВ      |
| 2.    | 3     | 3     | Џејмс Алака        | Уједињено Краљевство |    |     | 10,49    | КВ      |
| 3.    | 1     | 6     | Франческо Бачијани | Италија              |    |     | 10,50    | КВ      |
| 4.    | 1     | 5     | Данијел Карлик     | Мађарска             |    |     | 10,52    | КВ      |
| 5.    | 1     | 2     | Едуард Вилес       | Шпанија              |    |     | 10,53    | кв      |
| 6.    | 1     | 3     | Ендру Робертсон    | Уједињено Краљевство |    |     | 10,54    | кв      |
| 7.    | 1     | 4     | Изет Сафер         | Турска               |    |     | 10,55    |         |
| 8.    | 3     | 6     | Делмас Обоу        | Италија              |    |     | 10,57    | КВ      |
| 9.    | 3     | 5     | Паскал Манцини     | Швајцарска           |    |     | 10,63    |         |
| 10.   | 3     | 2     | Руслан Перестјук   | Украјина             |    |     | 10,63    |         |
| 11.   | 3     | 4     | Грегорж Зимнијевич | Пољска               |    |     | 10,64    |         |
| 12.   | 2     | 5     | Елвијс Мисанс      | Летонија             |    |     | 10,65    | КВ      |
| 13.   | 2     | 4     | Бенџамин Олсон     | Шведска              |    |     | 10,68    |         |
| 14.   | 3     | 7     | Бен Басав          | Француска            |    |     | 10,70    |         |
| 15.   | 2     | 7     | Вацлав Зих         | Чешка                |    |     | 10,71    |         |
| 16.   | 3     | 8     | Бруно Ортелано     | Шпанија              |    |     | 10,74    |         |
| 16.   | 1     | 8     | Том Клинг-Баптисте | Шведска              |    |     | 10,74    |         |
| 18.   | 2     | 2     | Дилан Ригот        | Француска            |    |     | 10,80    |         |
| 19.   | 1     | 7     | Бенжамен Жорж      | Француска            |    |     | 10,83    |         |
| 20.   | 2     | 3     | Дарко Шаровић      | Србија               |    |     | 10,97    |         |

### Финале
Финале је одржано 15. јула 2011. године у 16:25.,
| Место | Стаза | Атлетичар          | Земља                | Резултат | Белешка |
| ----- | ----- | ------------------ | -------------------- | -------- | ------- |
|       | 3     | Џејмс Алака        | Уједињено Краљевство | 10,45    |         |
|       | 6     | Микаел Туми        | Италија              | 10,47    |         |
|       | 2     | Ендру Робертсон    | Уједињено Краљевство | 10,52    |         |
| 4.    | 5     | Франческо Бачијани | Италија              | 10,57    |         |
| 5.    | 7     | Делмас Обоу        | Италија              | 10,59    |         |
| 6.    | 8     | Елвијс Мисанс      | Летонија             | 10,63    |         |
| 7.    | 4     | Данијел Карлик     | Мађарска             | 10,64    |         |
| 8.    | 1     | Едуард Вилес       | Шпанија              | 10,69    |         |